# TuRU Düsseldorf
Le TuRU Düsseldorf est un club allemand de football et un ancien club de handball basé à Düsseldorf.

## Handball
- Vainqueur de la Coupe d'Europe l’IHF (1) : 1989
- Deuxième du Championnat d’Allemagne : Championnat d'Allemagne de handball 1987-1988 (de).
- Finaliste de la Coupe d’Allemagne : 1987, 1995.